# Geertgen tot Sint Jans

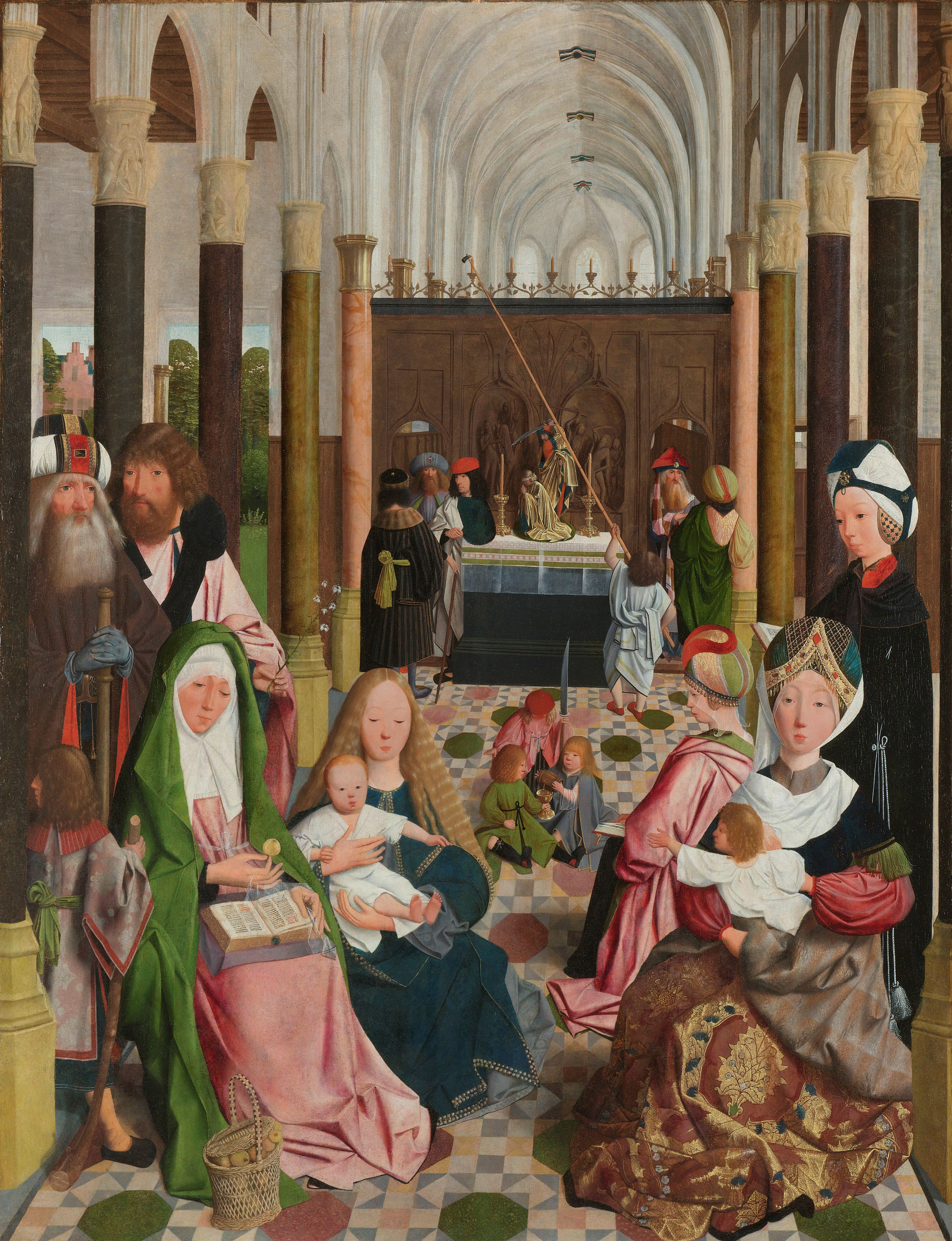
La famiglia della Vergine, Amsterdam, Rijksmuseum

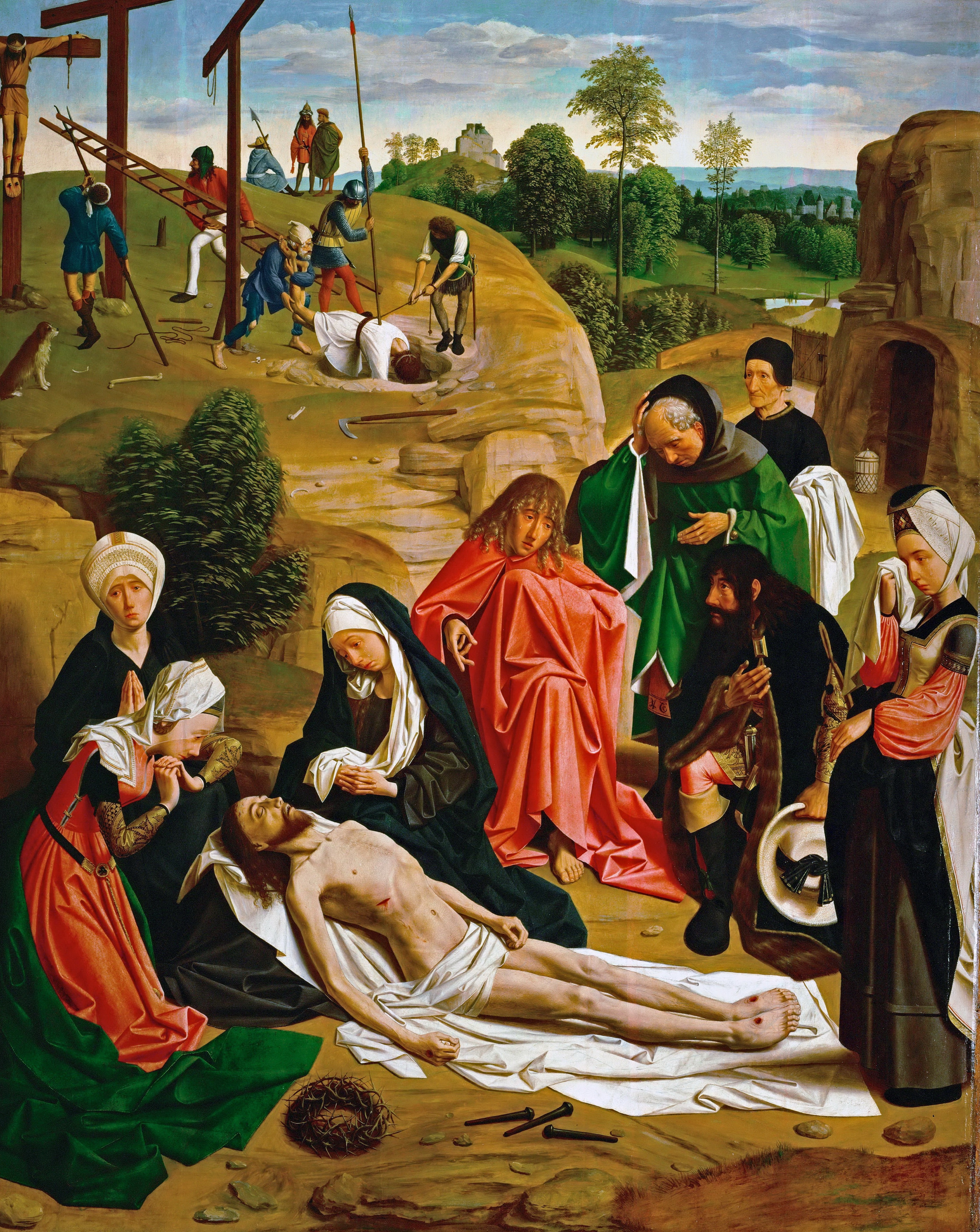
Il Cristo morto, 1485-1490. Kunsthistorisches Museum, Vienna

Geertgen tot Sint Jans (Leida, 1460 – Haarlem, 1490) è stato un pittore olandese.

## Biografia
Ritenuto originario di Leida, in virtù dell'iscrizione Gerardus Leydanus Pictor riportata su un'incisione di Jacob Matham tratta dal suo pannello viennese, sarebbe stato - secondo il pittore e biografo olandese Karel van Mander, (1548 - 1606), il Vasari del Nord, autore nel 1604 del Libro dei Pittori - allievo ancora giovanissimo di Albert van Outwater ad Haarlem e domiciliato in un convento sede dell'Ordine dei Cavalieri di San Giovanni del quale diverrà il pittore ufficiale e da cui prenderà il nome - in italiano, Gherardino di San Giovanni.
Il catalogo dei suoi dipinti è modesto - se ne contano una dozzina - a causa delle molte distruzioni provocate dalla guerra di indipendenza dei Paesi Bassi nel XVI secolo e dal fanatismo degli iconoclasti.
È possibile un suo viaggio a Bruges, dove un documento riporta fra i miniatori della città un Gheerkin de Hollandere; se di lui si trattasse, sarebbe spiegata - con la probabile conoscenza del pittore Hugo van der Goes, operoso a Bruges - la svolta della sua carriera artistica.
La tempera su pergamena conservata nella Pinacoteca Ambrosiana e rappresentante una Madonna col Bambino a lui attribuita, sembra confermare la ricostruzione del suo percorso creativo e individuare la sua fondamentale esigenza di trascorrere dalla lieve grazia miniaturistica della rappresentazione alla costruzione di immagini fortemente geometrizzate.

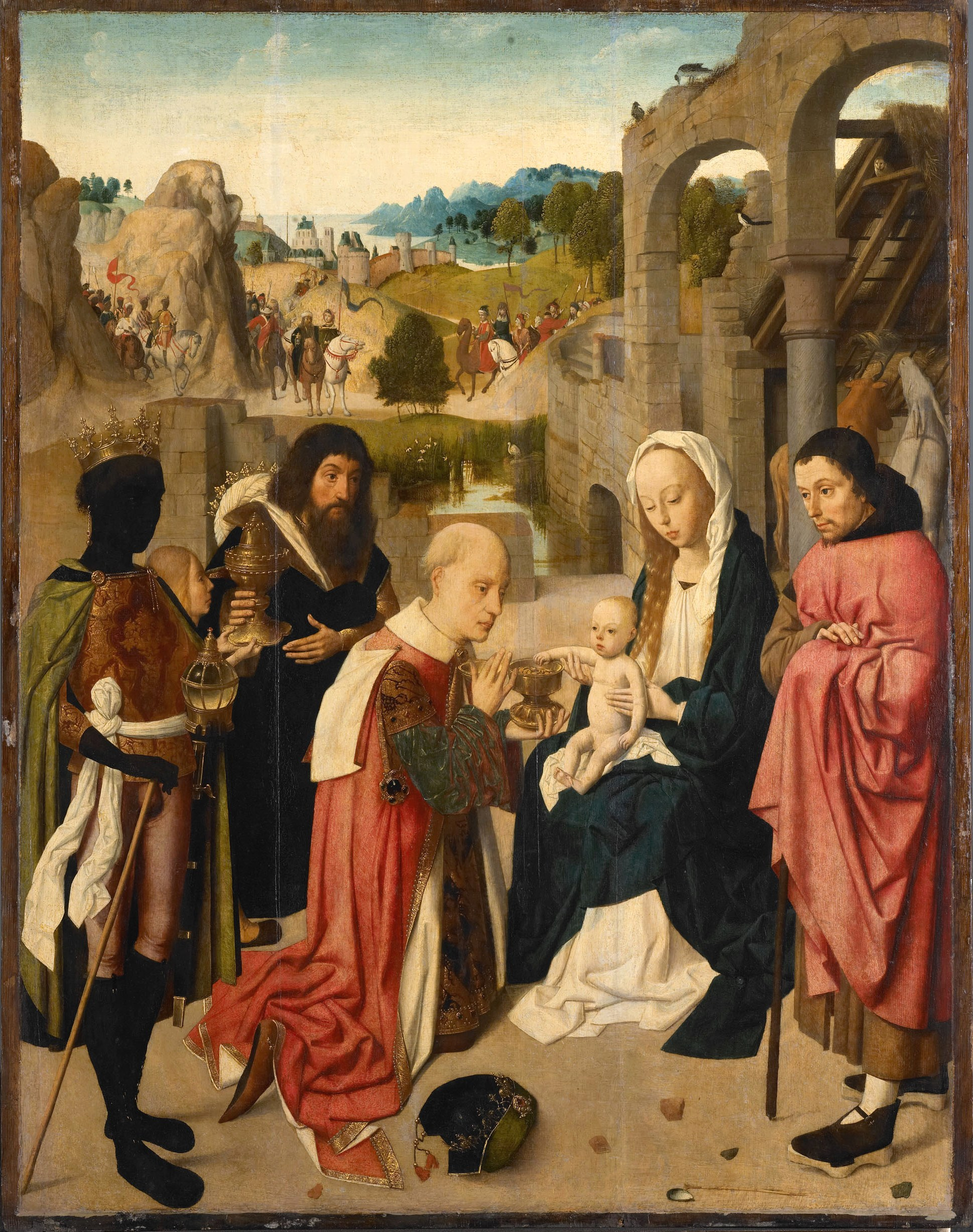
Adorazione dei Magi, Amsterdam, Rijksmuseum

È ambientata nella navata gotica di una chiesa La famiglia della Vergine di Amsterdam, dove, al fianco di sant'Anna e Maria - a sottolineare molto probabilmente l'origine della committenza - santa Elisabetta con san Giovannino sulle ginocchia proteso verso il Bambino; la tavola mostra la curiosità del dettaglio tanto negli oggetti - la cesta, il libro, gli occhiali, i ricami delle vesti - quanto il gusto narrativo - i bambini che giocano sul pavimento, l'accensione dei ceri dell'altare - tipico della pittura nordica.
Nella versione dell'Adorazione del Magi di Amsterdam la Madonna e il Bambino ricevono l'omaggio dei Re davanti alle rovine di un palazzo simboleggiante l'antica casata di Davide da cui discende il neonato Messia; si sono conservate altre due versioni dell'Adorazione, nel Museo di Cleveland e a Praga, ispirata a un'opera di Hugo van der Goes; quest'ultima, intensa e armoniosa, ricca di particolari e di riflessi ottici, è forse il capolavoro del pittore.
La Resurrezione di Lazzaro del Louvre, che dovrebbe essere contemporanea, è inserita in un paesaggio adorno di architetture ed è sviluppata in ritmi posati, analoghi a quelli dell'omonimo dipinto del suo maestro van Outwater, mentre la Madonna col Bambino in gloria di Rotterdam è concepita in modo del tutto originale, racchiusa in una mandorla luminosa, inginocchiata sopra il diavolo e circondata da una gloria di angeli musicanti.

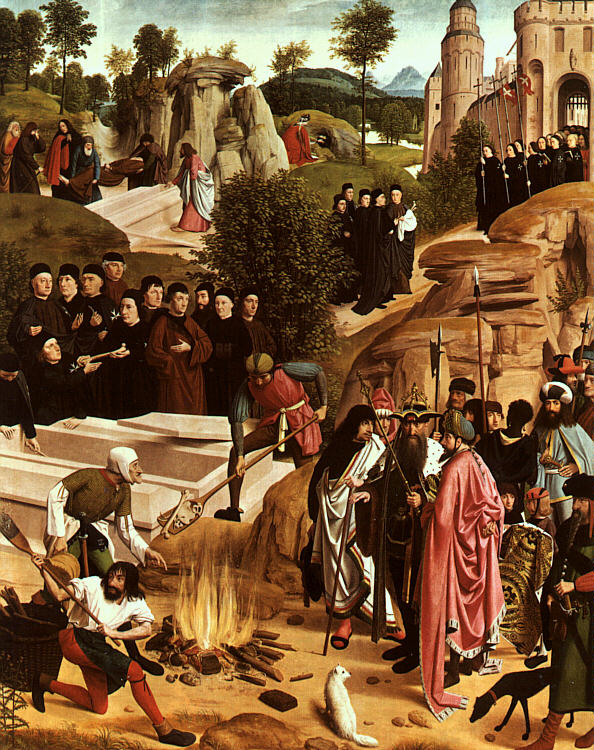
Ossa del Battista, Vienna, Kunsthistorisches Museum

Di un trittico eseguito per la chiesa di San Giovanni di Haarlem e andato distrutto nel 1573 durante l'assedio di Haarlem condotto dalle truppe imperiali, si è conservato un pannello, dipinto in entrambe le facciate, con la rappresentazione delle Ossa del Battista e del Compianto di Cristo; di quest'ultimo il van Mander scrive che "il viso delle sante donne esprime un'afflizione tale che sarebbe difficile spingersi oltre la raffigurazione di questo sentimento. La Vergine, seduta, con le fattezze contratte, è stata oggetto di ammirazione ed elogio dagli artisti più celebri del nostro tempo". Spicca anche il gesto desolato di Giuseppe d'Arimatea, che si porta la mano alla fronte, mentre nell'immagine di Maddalena, a sinistra, si è visto un riferimento a Rogier van der Weyden: tutta la scena, in primo piano, esprime effettivamente, con sobrietà di mezzi ma con il massimo di riuscita, un dolore intenso e trattenuto; sciolta e ancora con il consueto gusto narrativo, è invece la scena della deposizione dalle croci dei ladroni in secondo piano.
Più complessa è la rappresentazione della leggenda delle Ossa del Battista: in diversi piani si descrivono la sepoltura del Battista, nello sfondo, la cremazione per ordine dell'imperatore romano Giuliano, bizzarramente vestito all'orientale insieme con i suoi compagni, in primo piano e, nel mezzo del dipinto, il ritrovamento delle reliquie da parte dei monaci fondatori dell'Ordine di San Giovanni di Haarlem.

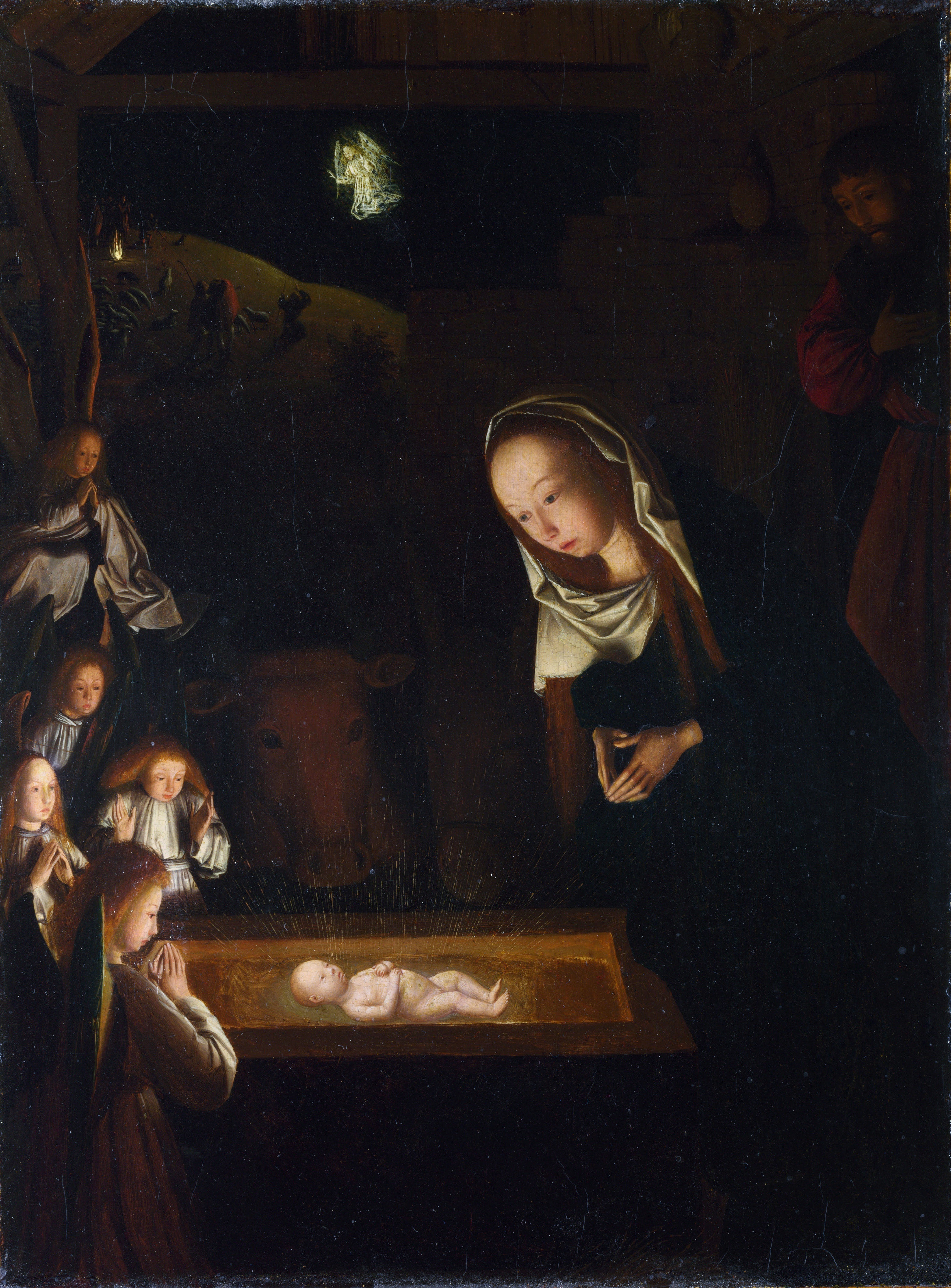
Natività di Gesù, Londra, National Gallery

La piccola e splendida Natività londinese è un sorprendente notturno, tra i primi della pittura di tutti i tempi - nelle Fiandre vi sono solo precedenti in Dieric Bouts - ma è il più consapevolmente realizzato: nella culla della mangiatoia il Bambino irradia la sua luce misteriosa sul volto chino e stupito della Madre in preghiera, su quello estatico degli angeli e perfino sui musi del bue e dell'asino che sembrano anch'essi partecipi dell'evento; Giuseppe, in disparte, in una penombra chiaroscurata, copre, di fronte a tanta luce soprannaturale, la fiammella della sua candela. Lontano, sullo sfondo appena accennato, s'accende un falò di pastori nella campagna spoglia e in alto, l'angelo illuminato di luce propria annuncia l'evento miracoloso della nascita.
Nel San Giovanni Battista di Berlino, Geertgen integra bene la figura nello spazio, che non è una semplice, astratta cornice: il solitario Giovanni è immerso in una dolorosa meditazione che lo splendido ambiente, ricco di alberi armoniosamente digradanti, di fiori, d'acque e di animali selvatici, non può alleviare. Non manca tuttavia una nota di un realismo quasi caricaturale, i grossi piedi rugosi incrociati, che ha fatto dire al Panofsky che la sensibilità dell'artista "ci fa sorridere toccandoci il cuore".
Ultima opera superstite di Geertgen dovrebbe essere l'Uomo dei dolori di Utrecht: sembra una composizione frammentaria e arcaicamente sconnesa ed è l'unica in cui l'artista utilizzi il fondo dorato, probabilmente per concentrare nella figura del Cristo la massima evidenza espressiva.

## Opere

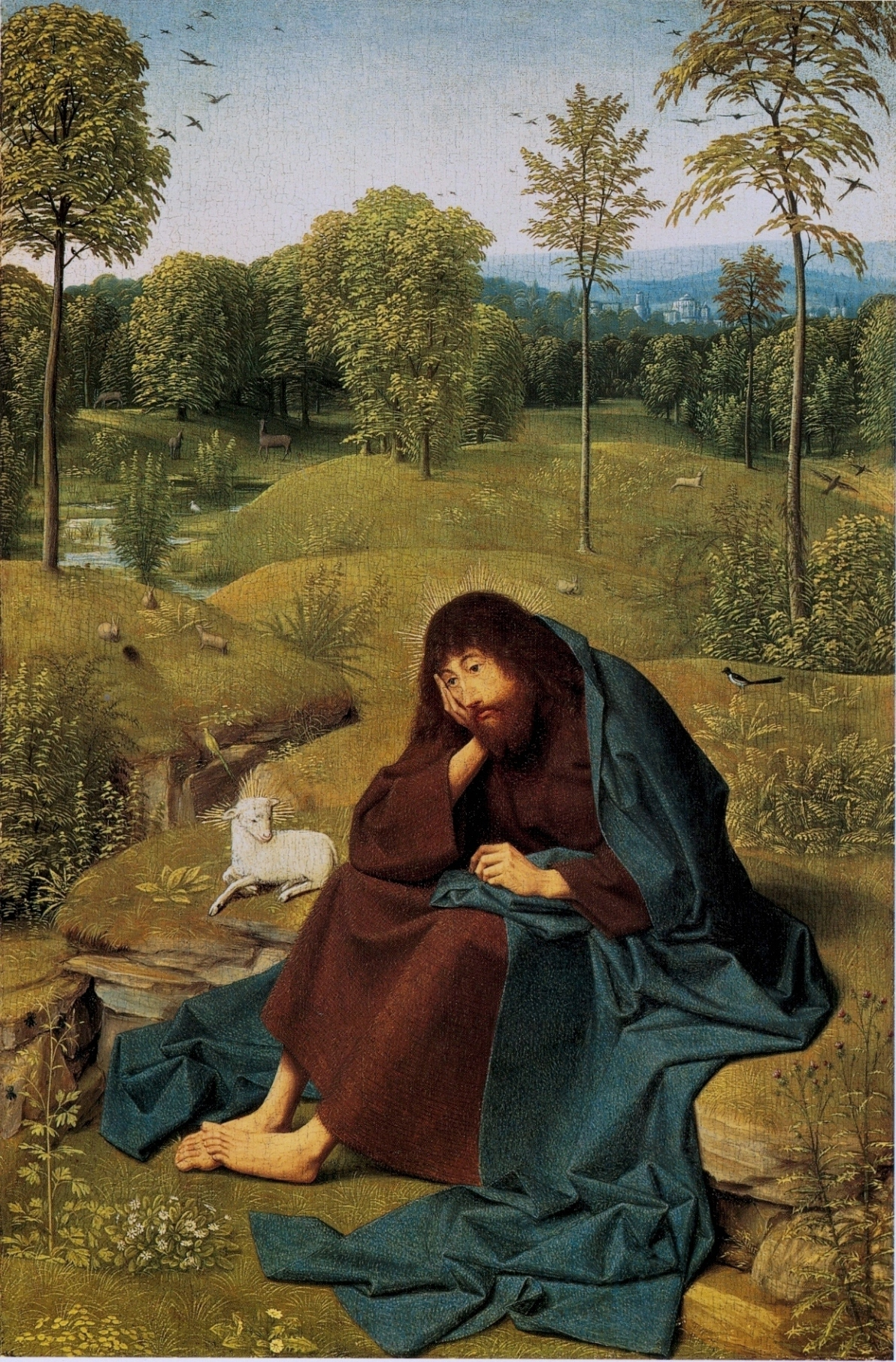
San Giovanni Battista, Berlino, Staatliche Museen

- Milano, Pinacoteca Ambrosiana, Madonna col Bambino, ca 1476, 12 x 9
- Amsterdam, Rijksmuseum, Sacra Parentela, ca 1495, 137.2 x 105.8
- Amsterdam, Rijksmuseum, L'albero di Gesse, ca 1485, 89 x 59, attribuito
- Praga, Museo Nazionale, L'adorazione dei Magi, ca 1485, 111 x 69
- Parigi, Louvre, La resurrezione di Lazzaro, ca 1485
- Vienna, Kunsthistorisches Museum, Le ossa del Battista, ca 1485, 175 x 139
- Vienna, Kunsthistorisches Museum, Compianto di Cristo, ca 1485, 175 x 139
- Rotterdam, Museo Boijmans Van Beuningen, Glorificazione di Maria, ca 1480, 27 x 20
- San Pietroburgo, Ermitage, San Bavone[collegamento interrotto], ca 1485, 36 x 30, attribuito
- Londra, National Gallery, Nascita di Gesù, ca 1490, 34 x 25.3
- Edimburgo, National Gallery of Scotland, Crocefissione[collegamento interrotto], 1487, 24 x 18
- Amsterdam, Rijksmuseum, L'adorazione dei Magi, ca 1490, 90 x 70
- Amsterdam, Rijksmuseum, L'Albero di Jesse, ca 1500, 89,8 x 60.6
- Berlino, Staatliche Museen, San Giovanni Battista, ca 1490, 42 x 28
- Utrecht, Aartsbisschoppelijke Museum, L'Uomo dei dolori, ca 1495, 26 x 25